# Saint-Germain-de-Vibrac
Saint-Germain-de-Vibrac is een gemeente in het Franse departement Charente-Maritime (regio Nouvelle-Aquitaine) en telt 196 inwoners (1999). De plaats maakt deel uit van het arrondissement Jonzac.

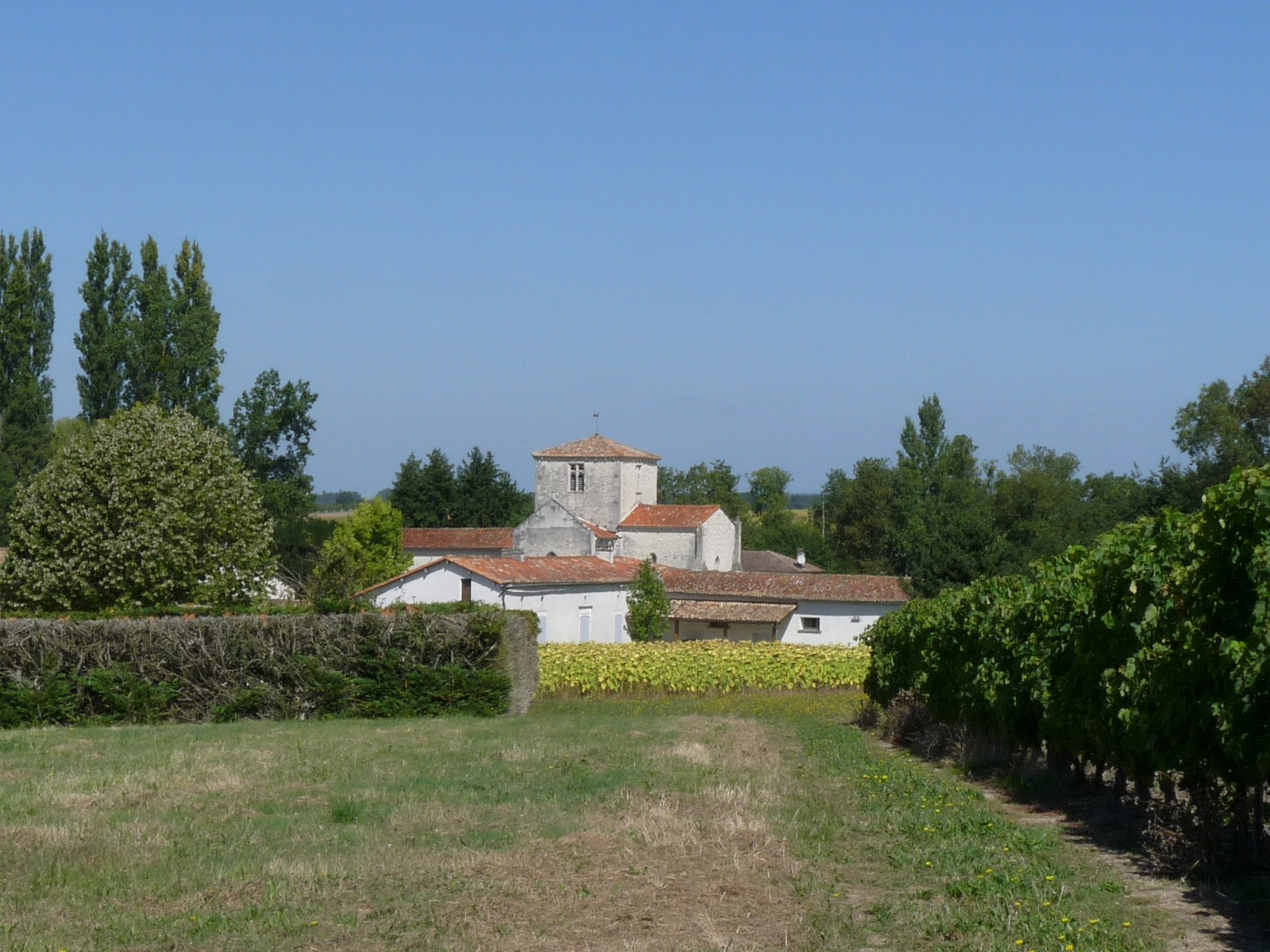
Saint-Germain-de-Vibrac
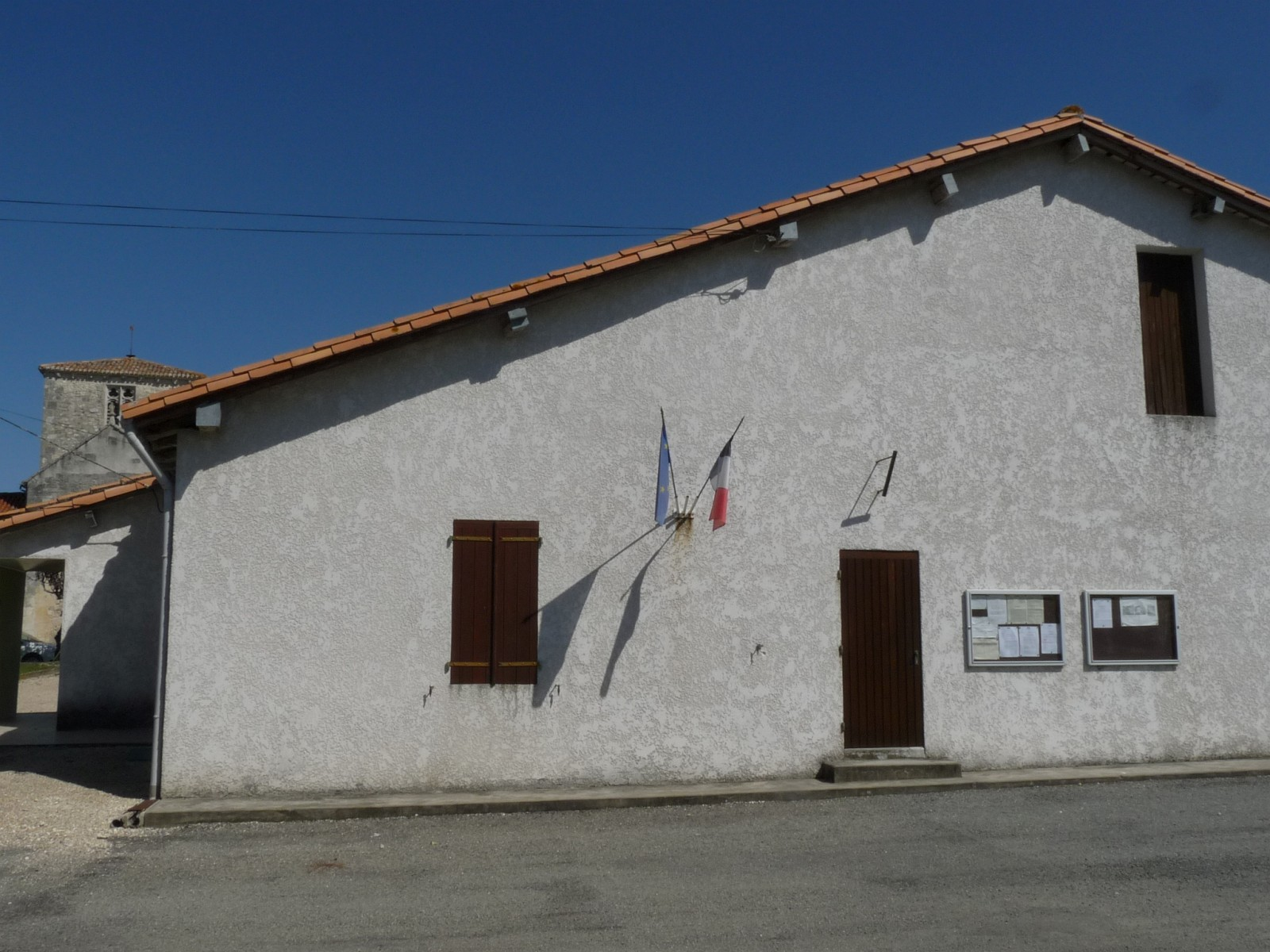
Gemeentehuis

## Geografie
De oppervlakte van Saint-Germain-de-Vibrac bedraagt 7,3 km², de bevolkingsdichtheid is 26,8 inwoners per km².
De onderstaande kaart toont de ligging van Saint-Germain-de-Vibrac met de belangrijkste infrastructuur en aangrenzende gemeenten.

## Demografie
Onderstaande figuur toont het verloop van het inwonertal (bron: INSEE-tellingen).